# Masiphya triangularis
Masiphya triangularis är en tvåvingeart som beskrevs av Thompson 1963. Masiphya triangularis ingår i släktet Masiphya och familjen parasitflugor. Inga underarter finns listade i Catalogue of Life.